# Bocca da fuoco

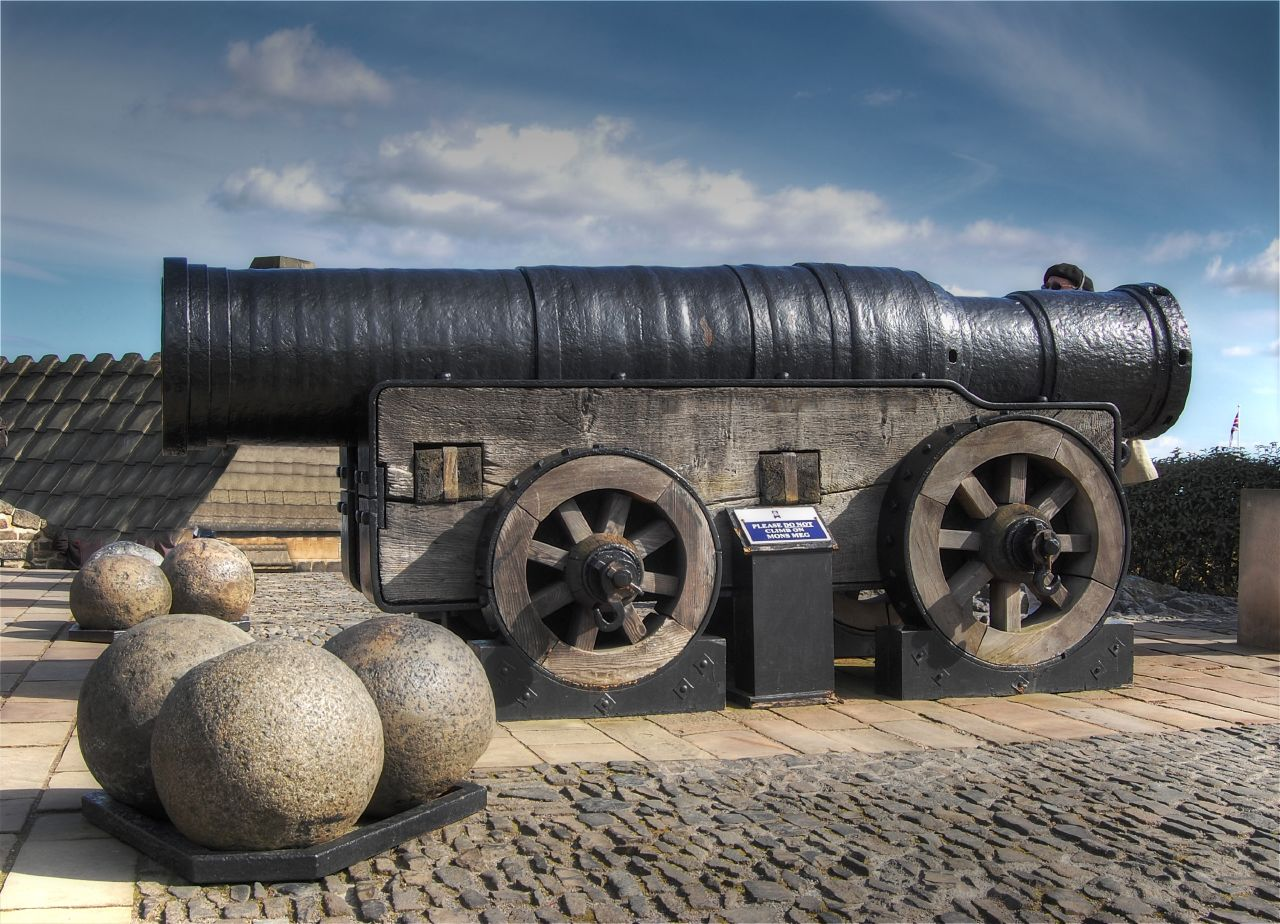
Una bombarda del XV secolo

La bocca da fuoco è un tubo metallico, chiuso ad una estremità, che consente di lanciare un proiettile in una direzione e ad una distanza stabilita.
La forza per il lancio viene fornita dall'espansione dei gas prodotti dalla deflagrazione di una carica di lancio. È l'elemento essenziale delle artiglierie e dei mortai; nel caso di armi portatili e di cannoni automatici viene detta canna.

## Storia
Le prime bocche da fuoco erano costruite con doghe e cerchi di ferro (bombarde). Successivamente si utilizzò il ferro colato (XV secolo) e quindi del bronzo. Dal XVIII secolo, l'anima venne ricavata tramite trapanatura.
Durante il XV secolo la bocca da fuoco fu munita di orecchioni, che ne permettevano il collocamento su di un affusto. Ulteriori evoluzioni si ebbero solo nel XIX secolo, con la rigatura (1858), la retrocarica (1870) e un organo elastico di collegamento all'affusto (1895).